# Liste des courts métrages publicitaires produits par les Studios Disney
Les Studios Disney ont produit plusieurs séries d'animations mais aussi des courts métrages publicitaires. Certains de ces films ont aussi une vocation éducative ou militaire.

## Filmographie

### 1939
- La Surprise-partie de Mickey (Mickey's Surprise Party, produit pour Nabisco)
- Standard Parade (produit pour Standard Oil Company)

### 1940
- Donald bénévole (The Volunteer Worker, produit pour Community Chest)

### 1942
- Four Methods of Flush Riveting (produit pour Lockheed Aircraft Corporation, distribué par National Film Board of Canada)
- South of Border with Disney (produit pour Coordinator of Inter-American Affairs)

### 1943
- The Grain That Built a Hemisphere (commissionné par Coordinator of Inter-American Affairs)
- Defense Against Invasion (sponsorisé par Coordinator of Inter-American Affairs)

### 1944
- Amazon Awakens (commissionné par Coordinator of Inter-American Affairs) sur la gigantesque plantation de caoutchouc Fordlândia[1].

### 1945
- Right Spark Plug in Right Place (12 février 1945, commissionné par Electric Auto-Lite Company) sur la nécessité de bien monter les bougies d'allumage pour assure le bon fonctionnement des moteurs à combustion[2]
- Portuguese Reading Film 1 (commissionné par Coordinator of Inter-American Affairs)
- Portuguese Reading Film 2 (commissionné par Coordinator of Inter-American Affairs)
- Prevention And Control of Distortion in Arc Welding (12 avril 1945, sponsorisé par Lincoln Eletrical Company) sur les méthodes de soudure à l'arc[3].
- The Dawn of Better Living (28 mai 1945, sponsorisé par Westinghouse Electric) montre le développement de l'éclairage de la maison et les dernières innovations de l'éclairage électrique[4]
- Cleanliness Brings Health (30 juin 1945, produit pour Coordinator of Inter-American Affairs), montre deux familles, l'une soigneuse et l'autre non[5].
- Something You Didn't Eat (sponsorisé par le Cereal Institute, Office of War Information, War Food Administration)
- Insects as Carriers of Disease (30 juin 1945, commissionné par Coordinator of Inter-American Affairs) avec Careless Charlie sur les insectes nuisibles envahissant les maisons et les maladies véhiculées[6]
- Infant Care (31 juillet 1945, commissionné par Coordinator of Inter-American Affairs) sur l'importance des soins aux nouveau-nés[6].
- Hold Your Horsepower (produit pour Texas Company)
- What is Disease? (13 août 1945, commissionné par Coordinator of Inter-American Affairs) sur les microbes[7]
- Human Body (commissionné par Coordinator of Inter-American Affairs)
- Tuberculosis (13 août 1945, commissionné par Coordinator of Inter-American Affairs) sur la tuberculose[8]
- Light is What You Make It (3 décembre 1945, commissionné par National Better Light Better Sight Bureau) sur l'importance de d'un éclairage de qualité pour la vue[9].

### 1946
- ABC of Hand Tools (produit pour General Motors)
- The Building of a Tire (sponsorisé par Firestone Tire and Rubber Company)
- Bathing Time for Baby (sponsorisé par Johnson & Johnson)
- Environmental Sanitation (commissionné par Coordinator of Inter-American Affairs)
- A Feather in His Collar (pour Community Chests of America)
- Planning for Good Eating (commissionné par Coordinator of Inter-American Affairs)
- Jet Propulsion (9 avril 1946, produit pour General Electric) présente l'histoire de l'aviation et démontre l'avancée des moteurs à propulsion[10]
- Treasure from Sea (30 septembre 1946, commissionné par Dow Chemical) sur les bénéfices du magnésium pour l'économie[11]
- The Story of Menstruation (sponsorisé par International Cello-Cotton Company, 18 octobre 1946) sur les menstruations[12], l'aspect des filles est proche de Cendrillon[13].

### 1951
- How to Catch a Cold (commissionné par Kleenex)

### 1965
- Steel and America (commissionné par American Iron and Steel Institute)

### 1986
- Portraits of Canada (commissionné par Telecom Canada)